# Silvia Tro Santafé
Silvia Tro Santafé (Valencia, 1970) es una mezzosoprano lírica de coloratura española. Al comienzo de su carrera, se dio a conocer por sus interpretaciones de Handel y se hizo notable por sus interpretaciones de Rossini, Bellini, Donizetti y Verdi.

## Vida
Se licenció en el Conservatorio Superior de Música Joaquín Rodrigo en 1992. Ganó el primer premio por "Voz" en el concurso Internacional Jeneusse Musicales en 1989 y continuó sus estudios en la Juilliard School de Nueva York en 1992–93, ganando el Opera Index Prize en 1992. Continuó sus estudios durante los siguientes dos años con Carlo Bergonzi en la Accademia Chigiana y fue becada por La Scala Amici de Loggione para estudiar con Magda Olivero. Tiene una maestría en Política y Gestión de las Artes de la Universidad Birkbeck College de Londres desde 2015.

## Carrera

### 1992-2002
Habiendo estudiado en la Accademia Rossiniana Alberto Zedda en Pesaro durante el verano de 1991, hizo su debut profesional internacional a los 21 años en el Festival de Ópera de Rossini durante la temporada de 1992 con el papel de Lucilla en La escala de seda  de Rossini dirigida por Maurizio Benini, actuando junto a Plácido Domingo en el concierto de Gala de Reyes televisado por TVE en 1994. En 1995 hizo su debut en con el papel principal de La Cenicienta de Rossini en la Ópera de Edmonton (Alberta, Canadá), seguida rápidamente por su debut como Cherubino en Las bodas de Fígaro de Mozart en la Ópera de Santa Fe en los Estados Unidos, antes de cantar Zerlina en Don Giovanni de Mozart en el Teatro Verdi di Sassari (Italia) en el mismo año. Durante la temporada 1996-1997, regresó a Canadá para La Cenicienta en la Ópera de Manitoba (Winnipeg) y cantó en el Festival Internacional de Música y Danza de Granada en el papel de Caleo de la Atlántida de Manuel de Falla producida por La Fura dels Baus. También hizo su debut en el Reino Unido apareciendo en Cosí fan tutte (Despina) de Mozart en la Ópera de Garsington. La temporada 1997-98 vio su debut en la ópera de su país de origen durante la temporada de reapertura del Teatro Real de Madrid en La zorrita astuta y durante el verano de 1999 regresó a Garsington Opera para el papel principal, Isabella, en La italiana en Argel de Rossini. Regresó a Italia más adelante para La Cenerentola de Rossini con el Teatri Lombardi, así como su debut en el papel en Werther (Charlotte) de Massenet en el Teatro Sociale di Como y el Teatro Verdi en Pisa. Luego hizo su debut en la Ópera Nacional Holandesa en Ámsterdam en una nueva producción de Andreas Homoki de Carmen (Mercedes) de Bizet dirigida por Edo de Waart.
Lo más destacado de la temporada 2000-01 incluye el debut de Tro Santafé en Ópera de París en Ariodante de Handel, dirigida por Marc Minkowski, puesta en escena por Jorge Lavelli, que luego fue llevada al Großes Festspielhaus de Salzburgo y la Ópera Semper de Dresde. A esto le siguió Giulio Cesare (Tolomeo) de Handel en la Ópera Nacional Holandesa en una nueva producción puesta en escena por Ursel y Karl-Ernst Herrmann. Más tarde ese año, hizo su debut en el papel de El barbero de Sevilla (Rosina) de Rossini en el Teatro Comunale di Bologna. La temporada 2001 - 2002 vio la carrera de Tro Santafé tomar nuevas alturas con su debut en la Staatsoper Unter den Linden de Berlín, en Il mondo della luna (Lisetta) de Haydn, una nueva producción dirigida por René Jacobs puesta en escena por Caroline Gruber que también se presentó en el Innsbrucker Festwoche der Alten Music. Hizo su debut en el teatro y el papel junto a Ruggero Raimondi en el Teatro dell'Opera di Roma en una nueva producción de Los cuentos de Hoffmann (Nicklausse) dirigida por Giancarlo del Monaco. Esa temporada, regresó al Festival de Ópera Rossini de Pesaro para una nueva producción de El curioso malentendido de Rossini en el papel principal de Ernestina, una nueva producción dirigida por Emilio Sagi y dirigida por Donato Renzetti.

### 2002-2012
Durante la temporada 2002 – 2003 interpretó a Rosina en el Théâtre du Capitol de Toulouse en El barbero de Sevilla de Rossini, a la que siguió su debut en la Wiener Staatsoper también interpretando a Rosina junto a Juan Diego Flórez, papel que luego interpretó en ese teatro en numerosas ocasiones. Siguieron importantes debuts en papeles, incluido el papel principal en Rinaldo de Handel en la Staatsoper Unter den Linden en Berlín con René Jacobs en una nueva producción de Nigel Lowery y una nueva producción de Giulio Cesare (Tolomeo) de Handel en el Teatro Comunale di Bologna de Luca Ronconi. En esa temporada, también regresó a la Staatsoper Unter den Linden para cantar Rosina y al Festival de Ópera Rossini para un recital solo de Belcanto acompañado al piano por Julian Reynolds en el Teatro Rossini di Pesaro.
Durante la temporada 2003 – 2004, debutó en el Teatro de los Campos Elíseos de París en una nueva producción de Handel's Serse (Bradamante) junto a Anne Sophie von Otter, puesta en escena por Gilbert Deflo y dirigida por Willian Christie, que fue grabado. También debutó en el papel principal en el Gran Teatro del Liceo de Barcelona en la producción de Jorge Lavelli de El niño y los sortilegios de Ravel, a la que siguió el papel principal de Eliogabalo de Cavalli en el Teatro Real de la Moneda en Bruselas dirigida por René Jacobs. Luego hizo su debut en la Ópera de Fráncfort con El viaje a Reims (Contessa Melibea) de Rossini y en la Ópera Alemana de Berlín en El curioso malentendido (Ernestina) de Rossini dirigida por Alberto Zedda. Esto fue seguido por el papel principal en Orfeo y Eurídice de Christoph Willibald Gluck en el Teatro Piccinni en Bari.
En la temporada 2004 – 2005, debutó en La Fenice de Venecia en La finta semplice (Giacinta) de Mozart. También regresó a la Staatsoper Unter den Linden de Berlín para una nueva producción de La italiana en Argel (Isabella) de Rossini puesta en escena por Nigel Lowery, y a la Wiener Staatsoper para las representaciones de Rosina. Hizo su debut en la Ópera de Zúrich como Angelina en La Cenicienta de Rossini y en la Ópera Nacional Holandesa de Ámsterdam para cantar Alcina (Ruggiero) de Handel dirigida por Christophe Rousset . Apareció en el Théâtre du Chatelet de París para un concierto de la misma ópera. Cantó Alcina (Ruggiero) en la Ópera de Oviedo en Asturias y debutó en La dama del Lago (Malcolm) de Rossini en el Teatro Nacional de San Carlos en Lisboa junto a Rockwell Blake. La temporada terminó con más actuaciones en el Innsbruck Festwochen de Eliogabalo de Cavalli.
La temporada 2005 – 2006 vio a Tro Santafé cantar nuevamente Rosina en la Ópera Nacional de Holanda en Ámsterdam y en el Gran Teatro de Luxemburgo en la producción de Dario Fo dirigida por Julian Reynolds. Volvió a la Wiener Staatsoper y a la Ópera de Zúrich por más Rosinas y cantó el papel principal en Ariodante de Handel en Barcelona en el Gran Teatre del Liceu.
Durante 2006 – 2007, hizo su debut en la Ópera Estatal de Baviera con La Cenicienta de Rossini y en la Ópera Estatal de Hamburgo, seguida por Norma (Adalgisa) de Bellini con Edita Gruberová en el papel principal antes de regresar a la Wiener Staatsoper y al Zurich Opera House para más funciones de Rosina. También debutó en el Theatre an der Wien para una nueva producción puesta en escena por Laurent Pelly de La finta semplice (Giacinta) de Mozart. Fue invitada por primera vez a cantar en su ciudad natal en el recién inaugurado Palacio de las Artes Reina Sofía para un recital dentro del ciclo de voces valencianas.[cita requerida] Regresó a la Ópera de Zúrich esa temporada para su debut de La italiana en Argel de Rossini junto con representaciones de La Cenicienta y regresó a la Wiener Staatsoper para más representaciones de Rosina,[cita requerida] y a la Staatsoper de Hamburgo interpretando a Adalgisa en Norma con la Filarmónica de Hamburgo dirigida por Stefan Anton Reck.
La temporada 2007 – 2008 comenzó con Tro Santafé en la Wiener Staatsoper de El barbero de Sevilla, seguida de una nueva producción de La Cenicienta en el Gran Teatro del Liceo de Barcelona puesta en escena por Joan Font. Luego apareció en la Staatsoper Unter den Linden en Berlín como Rosina y se unió a Edita Gruberova en la Filarmónica de Berlín en una versión de concierto de Norma (Adalgisa) de Bellini.[cita requerida] Una serie de actuaciones incluyeron La italiana en Argel en la Semperoper Dresden, El barbero de Sevilla (Rosina) en la Hamburg Staatsoper, apareciendo en la Wiener Staatsoper en La Cenicienta y La italiana en Argel en la Ópera de Zúrich.[cita requerida] Tro Santafé volvió al Palacio de las Artes Reina Sofía de Valencia para el Orlando (Medoro) de Haendel en una nueva puesta en escena de Francisco Negrín. La temporada 2008-2009 vio a Tro Santafé aparecer en una nueva producción de La Cenicienta en el Teatro Real de la Moneda puesta en escena por Joan Font, dirigida por Mark Minkowski cantando junto a Javier Camarena. Volvió a la Wiener Staatsoper y luego a la Ópera de Oviedo como Rosina en una nueva puesta en escena de Mariame Clément.
En 2009, Signum Classics lanzó SPANISH HEROINES, su primer álbum en solitario de arias de ópera dirigida por Julian Reynolds con la Orquesta Sinfónica de Navarra. También volvió para un recital en el Palacio de la Música de Valencia, su ciudad natal.[cita requerida] Antes de regresar al Teatro Comunale (Bolonia) para una nueva producción de La Gazza ladra (Pippo) de Rossini, puesta en escena por Damiano Michieletto, dirigida por Michele Mariotti. A esto le siguió su debut en La Italiana en Argel en la Wiener Staatsoper (Isabella) en la clásica producción de Jean Pierre Ponnelle nuevamente con Juan Diego Flórez y Ferruccio Furlanetto. El mismo año, también apareció en La Cenicienta en la Semperoper Dresden. Actuó en el Klangvocal Festival en Dortmund con el debut en el papel de Giovanna Seymour en Anna Bolena de Donizetti junto a Mariella Devia, y regresó a la Staatsoper de Hamburgo para El barbero de Sevilla de Rossini.
Durante la temporada 2009 – 2010, hizo importantes debuts, incluyendo la Ópera Nacional de Washington en su papel característico de Rosina, con Lawrence Brownlee dirigida por Michele Mariotti. Tras su exitoso debut en Washington D. C., se trasladó a Madrid para debutar en el papel principal en el Teatro Real con La Italiana en Argel dirigida por Jesús López Cobos y finalizó 2009 con La Italiana en Argel en la Asociación Amigos de la Ópera de Mahón en Menorca. Signum Classics también lanzó su segundo álbum en solitario ROSSINI MEZZO. En 2010, regresó a la Ópera de Zúrich para las representaciones de La Cenicienta,[cita requerida] a la Semperoper Dresden y a la Bayerische Staatsoper de Múnich por Rosina[cita requerida] y un concierto de Norma (Adalgisa) de Bellini en Duisburg con Edita Gruberova que siguió a su éxito en Berlín dos años antes.[cita requerida] Nuevamente interpretaron Norma juntos en el Teatro Real de la Moneda en Bruselas bajo la dirección de Julian Reynolds. Permaneció en Bruselas para una nueva producción de Don Quijote (Dulcinée) de Massenet, puesta en escena por Laurent Pelly, dirigida por Mark Minkowski, con José van Dam en el papel principal. Terminó la temporada con actuaciones de Isabella en la Wiener Staatsoper, seguido de conciertos de Lucrezia Borgia (Orsini) de Donizetti en la Semperoper de Dresde, Köln Konzerthalle y Klangvocal Musikfestival Dortmund con Edita Gruberova, que fue grabado (Nightingale).
La temporada 2010-11 comenzó con el debut de Tro Santafé en el Gran Teatro de Ginebra como Rosina en una nueva producción de Damiano Micheletto de El barbero de Sevilla, con dirección de Alberto Zedda. Luego apareció en el Royal Festival Hall de Londres para un concierto y grabación (Opera Rara) de Aureliano en Palmira (Arsace) con la Orquesta Filarmónica de Londres dirigida por Maurizio Benini, con más actuaciones de Rosina en la Wiener Staatsoper. 2011 comenzó con una nueva producción de Così fan tutte (Dorabella) de Mozart puesta en escena por Philipp Himmelmann y dirigida por Teodor Currentzis en el Festspielhaus Baden-Baden, y el Requiem de Mozart en el mismo lugar con el Balthsar- Neumann-Chor y Ensamble. A esto le siguió una actuación de gala de Isabella en la Staatsoper Hannover antes de regresar a la Bayerische Staatsoper München para debutar a Lucrezia Borgia (Orsini) de Donizetti en representaciones de la producción de Christof Loy junto a Gruberova y Charles Castronovo y su debut en La Scala de Milán con Isabella. En La italiana en Argel de Rossini dirigida por Antonello Allemandi. Santafé terminó la temporada con más funciones de Orsini junto a Gruveroba y Pavol Breslik bajo la dirección de Paolo Arrivabeni durante el Festival de Ópera de Múnich.
Durante la temporada 2011-2012, debutó en el papel de Arsace en el Teatro di San Carlo de Nápoles con una nueva producción de Semiramide de Rossini puesta en escena por Luca Ronconi y dirigida por Gabriele Ferro. Luego cantó La Cenicienta en Beijing en el Centro Nacional de Artes Escénicas seguida de una nueva producción de Linda di Chamounix (Pippo) de Donizetti puesta en escena por Emilio Sagi, dirigida por Marco Armiliato cantando con Diana Damrau y Juan Diego Flórez en Barcelona. A esto siguió un concierto de La dama del lago (Malcom) de Rossini en Moscú en la Sala de Conciertos Tchaikovsky. Regresó a la Ópera Nacional Holandesa para una nueva producción de la última ópera de Handel, Deidamia (Ulisse), producida por David Alden y dirigida por Ivor Bolton, grabada en DVD e hizo su debut con la Ópera de San Diego en una producción de El barbero de Sevilla.

### 2012-presente
La siguiente década comenzó con el regreso de Tro Santafé al Gran Teatro de Ginebra para una reposición de la producción El barbero de Sevilla de 2010, seguida de un concierto en Moscú de la Petite Messe Solennelle de Rossini dirigida por Alberto Zedda, y El sombrero de tres picos de Falla con la Filarmónica de Oslo dirigida por Enrique Mazzola. Regresó a la Deutsche Oper Berlin para El barbero de Sevilla seguido de una nueva producción de Lucrezia Borgia (Orsini) de Donizetti en el Teatro Real de la Moneda en Bruselas, puesta en escena por Guy Joosten y dirigida por Julian Reynolds. Cantó una función de gala de El barbero de Sevilla en el Teatro Nacional de Manheim e hizo su debut en el Réquiem de Verdi en el Laeiszhalle de Hamburgo dirigida por Simone Young. Finalizó la temporada con una nueva producción de Lucio Silla (Cecilio) de Mozart puesta en escena por Claus Guth en el Gran teatro del Liceo de Barcelona. La temporada 2013-2014 comenzó con el debut en el Teatro Massimo de Palermo en una producción de El barbero de Sevilla dirigida por Stefano Montanari, a la que siguieron otras Rosinas en la Deutsche Oper de Berlín, La italiana en Argel  en la Opéra Grand Avignon, y también en el Palacio de las Artes Reina Sofia de Valencia. Regresó a Moscú para La extranjera (Isoletta) de Bellini en concierto en la Sala de Conciertos Tchaikovski de Moscú dirigida por Julian Reynolds, cantando con Patrizia Ciofi.[cita requerida] Tro Santafé luego hizo su debut en el papel en Capuletos y Montescos (Romeo) de Bellini en la Bayerische Staatsoper dirigida por Riccardo Frizza, que fue seguida por más Rosinas en la Semperoper Dresden, terminando la temporada con más actuaciones de Lucrezia Borgia en la Festival de Ópera de Múnich.
La temporada 2014 – 2015 arrancó con su debut como Elisabetta I en María Estuardo de Donizetti en una nueva producción puesta en escena por Moshe Leiser y Patrice Caurier bajo la dirección de Maurizio Benini, presentándose con Javier Camarena y Joyce DiDonato en el Gran Teatro del Liceo de Barcelona seguido por el Stabat Mater de Rossini con la Filarmónica Real de Liverpool. En la temporada 2015 – 2016 apareció por primera vez en Roberto Devereux (Sara Nottingham) de Donizetti en una nueva producción en el Teatro Real de Madrid dirigida por Bruno Campanella con Mariella Devia, seguida de su debut para la ABAO en Bilbao de nuevo cantando Sara en el <i>Devereux</i> de Donizetti. Volvió a la Bayerische Staatsoper para Orsini en Lucrezia Borgia y al Gran Teatre del Liceu de Barcelona para Romeo en Capuletos y Montescos.
En la temporada 2016 – 2017 fue Arsace en Semiramide de Rossini en el Maggio Musicale Fiorentino, seguido por Maria Stuarda (Elisabetta) de Donizetti en la Ópera de Marsella y en una nueva producción de Lucrezia Borgia en el Palau de les Arts puesta en escena por Emilio Sagi con Mariella Devia. También regresó a la Bayerische Staatsoper para cantar Roberto Devereux (Sara Nottingham) con Edita Gruberova y luego hizo su debut en el Teatro Carlo Felice de Génova para cantar Elisabetta I en Maria Estuardo. Terminó la temporada con Werther (Charlotte) en la Ópera de las Palmas.
La temporada 2017 – 2018 arrancó con el regreso de Tro Santafé al Teatro Real de Madrid para interpretar a Cecilio en la producción de Claus Guth de Lucio Silla de Mozart dirigida por Ivor Bolton seguida de Le Cinesi de Gluck en el Palau de les Arts Reina Sofía de Valencia dirigida de Fabio Biondi. También cantó Elisabetta en Maria Estuardo en la Deutsche Oper am Rhein, seguida de su regreso a Bilbao para las representaciones de Norma (Adalgisa). Finalizó la temporada debutando en el papel de Marguerite en La condenación de Fausto de Berlioz en una nueva producción puesta en escena por Damiano Micheletto, dirigida por Roberto Abbado en el Palacio de las Artes Reina Sofía de Valencia. La temporada 2018 -2019 comenzó con su debut como Laura Adorno en La Gioconda de Ponchielli en una nueva producción de Oliver Py dirigida por Paolo Carignani en el Teatro Real de la Moneda de Bruselas, donde Tro Santafé también ofreció un recital de canción española con Julián Reynolds. Luego regresó a la Bayerische Staatsoper para interpretar a Sara en Roberto Devereux seguido de su debut en el papel principal con la Ópera de Concierto de Washington de Zelmira de Rossini cantando con Lawrence Brownlee y dirigida por Antony Walker.
Los aspectos más destacados de 2019 - 2020 - 2021 incluyeron el debut de Tro Santafé como Princesa de Eboli en Don Carlo de Verdi en el Teatro Real de Madrid dirigido por Nicola Luisotti, seguido de Norma (Adalgisa) en el Teatro San Carlos de Nápoles dirigido por Francisco Ivan Ciampa. Durante la crisis del COVID-19, aún pudo actuar en Anna Bolena (Giovanna Seymore) con el Abao de Bilbao, La italiana en Argel en la Ópera de Marsella y debutar en el papel de la Princesa de Bouillon en Adriana Lecouvreur de Cilea en la Ópera de Las Palmas.
En julio de 2022, formó parte de uno de los repartos de Nabucco del Teatro Real de Madrid en el rol de Fenena, dirigida por Nicola Luisotti.

## Roles de ópera
Vincenzo Bellini
- Isoletta, La extranjera
- Romeo, Capuletos y Montescos
- Adalgisa, Norma

Hector Berlioz
- Marguerite, La condenación de Fausto

Francesco Cilea
- Principessa di Bouillon, Adriana Lecouvreur

Gaetano Donizetti
- Giovanna Seymour, Ana Bolena
- Maffio Orsini, Lucrezia Borgia
- Elisabetta I, María Estuardo
- Sara, Roberto Devereux
- Leonora, La Favorita
- Pierotto, Linda di Chamonix

Georg F Handel
- Rinaldo Rinaldo
- Sesto and Tolomeo Giulio Cesare,
- Medoro Orlando
- Ariodante and Polinesso Ariodante
- Ruggiero Alcina
- Amastre Serse
- Ulisse Deidamía

Jules MASSENET
- Charlotte Werther
- Dulcinée Don Quichotte

Wolfgang A. MOZART
- Giacinta La finta semplice
- Farnace Mitridate, re di Ponto
- Cecilio Lucio Silla
- Cherubino Las bodas de Fígaro
- Zerlina Don Giovanni
- Dorabella Così fan tutte
- Alto Requiem in D minor

Amilcare PONCHIELLI
- Laura Adorno La Gioconda

Gioachino ROSSINI
- Ernestina L'equivoco stravagante
- Lucilla La scala di seta
- Isabella La italiana en Argel
- Arsace Aureliano in Palmira
- Rosina El barbero de Sevilla
- Angelina La Cenicienta
- Pippo La gazza ladra
- Malcolm La dama del lago
- Arsace Semiramide
- Contessa Melibea El viaje a Reims
- Zelmira Zelmira
- Mezzosoprano Stabat Mater
- Alto Petite Messe Solennelle

Giuseppe VERDI
- Mezzosoprano Requiem
- Principessa Eboli Don Carlos
- Fenena Nabucco

## Grabaciones

### Óperas
- 1994 - Bretón - La verbena de la Paloma; con Antoni Ros-Marbà director, Orquesta Sinfónica de Madrid, Auvidis - V 4725
- 2004 - Handel - Serse as Amastre; con William Christie director, Les Arts Florissants, Erato Records - 9029590062
- 2004 - Scarlatti - Griselda Op.114 como Ottone; con René Jacobs director, Akademie für Alte Musik de Berlín, Harmonia Mundi - HMM93180507
- 2012 - Rossini - Aureliano in Palmira como Arsace; con Maurizio Benini director, London Philharmonic Orchestra, Opera Rara - ORC46
- 2012 - Donizetti – Lucrezia Borgia como Maffio Orsini; con Andriy Yurkevich director, WDR Rundfunkorchester Köln, Nightingale Classics -NC000100-2

### Álbumes
- 2000 - Rossini: Soireé musicale, acompañante Julian Reynolds.  Globe - GLO 6050
- 2001 - A Spanish Song Recital, acompañante Julian Reynolds, con canciones compuestas por Fernando Obradors, Enrique Granados, Joaquín Turina, Joaquín Rodrigo, Jesús Guridi y Xavier Montsalvatge.  Globe - GLO 5203
- 2008 - Spanish Heroines, con Orquesta Sinfónica de Navarra, dirigida por Julian Reynolds, con canciones compuestas por Rossini, Mozart, Donizetti, Verdi, Bizet and Massinet.  Signum Classics - SIG 152
- 2009 - Rossini Mezzo - Scenes & Arias, con la Orquesta Sinfónica de Navarra & Lluís Vich Vocalis, dirigido por Julian Reynolds.  Signum Classics - SIG 170
- 2010 - Massenet: Don Quichotte, con la Orchestre et Choeurs de La Monnaie, dirigido por Marc Minkowski. NAÏVE -  DR2147
- 2012 - Handel: Deidamia, con Concerto Koln y De Nederlandse Opera, dirigido por Ivor Bolton, dirigido por David Alden. Opus Arte - OABD7110D
- 2016 - Donizetti: Roberto Devereux, Teatro Real de Madrid, dirigido por Bruno Campanella. Bel Air Classiques - BAC 130
- 2018 - Mozart: Lucio Silla, con Orcquesta y Coros del Teatro Real de Madrid , conducted by Ivor Bolton, dirigido por Claus Guth.  Bel Air Classiques - BAC 450